# Roberto Carlos
Roberto Carlos da Silva Rocha, brazilski nogometaš in trener, * 10. april 1973, Garça, São Paulo, Brazilija.
Sodeloval je na nogometnemu delu poletnih olimpijskih iger leta 1996. Leta 2007 je prestopil v turški klub Fenerbahçe.